# UCI Oceania Tour 2013
De UCI Oceania Tour 2013 was de negende uitgave van de UCI Oceania Tour, een van de vijf continentale circuits op de wielerkalender 2013 van de UCI. Deze competitie omvatte drie wedstrijden die tussen 23 januari 2013 en 17 maart 2013 werden verreden.
Winnaar werd de Australiër Damian Howson. De winnaar van 2012, de Nieuw-Zeelander Paul Odlin werd dit jaar negende.

## Uitslagen wedstrijden
| Datum         | Wedstrijd                                                              | Categorie | Winnaar       | Etappewinnaars |
| ------------- | ---------------------------------------------------------------------- | --------- | ------------- | --- |
| 23-27 januari | New Zealand Cycle Classic                                              | 2.2       | Nathan Earle  | \| 1 \| Joseph Cooper \| \| 2 \| Nathan Earle \| \| 3 \| Jason Christie \| \| 4 \| Nathan Earle \| \| 5 \| Thomas Palmer \| |
| 14 maart      | Oceania Cycling Championships: Individuele tijdrit Canberra - Canberra | CC        | Paul Odlin    | |
| 17 maart      | Oceania Cycling Championships: Wegwedstrijd Canberra - Canberra        | CC        | Cameron Meyer | |
|               |                                                                        |           |               | |
| 1             | Joseph Cooper                                                          |           |               | |
| 2             | Nathan Earle                                                           |           |               | |
| 3             | Jason Christie                                                         |           |               | |
| 4             | Nathan Earle                                                           |           |               | |
| 5             | Thomas Palmer                                                          |           |               | |

## Ploegen 2013
Uit Oceanië namen dit jaar drie Australische ploegen deel in het internationale wielerpeloton.

## Eindklassementen
| Rang | Renner             | Punten |
| ---- | ------------------ | ------ |
| 1    | Damien Howson      | 86     |
| 2    | Nathan Earle       | 68     |
| 3    | Benjamin Dyball    | 64     |
| 4    | Neil Van der Ploeg | 54     |
| 5    | Jack Anderson      | 44     |
| 6    | Adam Phelan        | 31     |
| 7    | William Walker     | 30     |
| 8    | Joseph Cooper      | 28     |
| 9    | Paul Odlin         | 25     |
| 10   | Michael Torckler   | 25     |

| Rang | Ploegen                             | Punten |
| ---- | ----------------------------------- | ------ |
| 1    | Huon Salmon-Genesys Wealth Advisers | 209    |
| 2    | Team Budget Fork Lifts              | 081    |
| 3    | Drapac Cycling                      | 079    |
| 4    | Bissell Pro Cycling                 | 030    |
| 5    | Bontrager Cycling Team              | 016    |
| 6    | Node 4-Giordana Racing              | 015    |
| 7    | Team NetApp-Endura                  | 008    |
| 8    | Thüringer Energie Team              | 002    |
| 8    | Champion System Pro Cycling Team    | 002    |

| Rang | Land          | Punten |
| ---- | ------------- | ------ |
| 1    | Australië     | 1131   |
| 2    | Nieuw-Zeeland | 0425   |

2005 · 
2006 · 
2007 · 
2008 · 
2009 · 
2010 · 
2011 · 
2012 · 
2013 ·
2014 ·
2015 ·
2016 ·
2017 ·
2018 ·
2019 · 2020 · 2021 · 2022 · 2023 · 2024 · 2025
Belangrijkste wedstrijden

New Zealand Cycle Classic · Herald Sun Tour · Cadel Evans Great Ocean Road Race (voormalig)